# Tirana
Tirana (albanski: Tiranë ili Tirana) je glavni i najveći grad Albanije. Osnovana je 1614., a glavnim gradom zemlje postaje 1920. Prema popisu stanovništvu iz 2011. imala je oko 421.286 stanovnika, dok je šire gradsko područje imalo oko 600.000 stanovnika.
Tirana se nalazi na krajnjem jugu doline rijeke Ishm, 30 km od Jadranskog mora. Industrijski je i kulturni centar Albanije. Najveće industrije su prehrambena, strojarska, tekstilna, farmaceutska i metalurška. Tiransko sveučilište osnovano je 1957. Tirana ima svoju zračnu luku, Aeroporti Nënë Tereza (Zračna luka Majke Tereze).

## Povijest
Područje Tirane naseljeno je od starijeg kamenog doba. Car Justinijan I. Veliki je 520. godine izgradio dvorac koji se zvao Tirkan ili Theranda. Dvorac je u 18. st. obnovljen. 1510. Marin Barleti, albanski katolički svećenik i znanstvenik, u knjizi o albanskom junaku Skenderbegu navodi područje Tirane kao maleno selo.
Prema prvi zapisima Osmanskog carstva iz 1431., Tirana se sastojala od 60 naseljenih područja s 2028 kuća i 7300 stanovnika. Osmanski general Sulejman Bargjini je 1614. osnovao grad s džamijom, komercijalnim centorm i hamamom. Grad se nalazio uz karavanske rute, te je njegovo značenje brzo raslo do ranog 19. stoljeća. Tijekom tog razdoblja je izgrađena džamija Et'hem Bey. Džamija je završena 1821. 1800. u grad su stigli prvi doseljenici, takozvani ortodoksiti. Oni su bili Vlasi iz sela blizu Korçë i Pogradeca, a bili su prvi kršćani koji su stigli u grad nakon osamostaljenja. Nakon srpske odmazde u regiji Debar, tisuće mještana pobjeglo je u Tiranu. 1807. Tirana je postala središte pod-perfekture Krujë-Tirana. Nakon 1816. Tirana je pala pod kontrolu obitelji Toptani iz Krujë.
Grad je postao pod-perfektura vilajeta Scutari. 1889. u školama se počeo govoriti albanski jezik. 1908. je osnovan patriotski klub Bashkimi. 28. studenog 1912. je u dogovoru s Ismailom Qemaliem podignuta nacionalna zastava. Za vrijeme Balkanskih ratova grad je privremeno okupirala srpska vojska. 1917. austrougarski arhitekti su napravili prve nacrte grada.
8. veljače 1920. sabor u Lushnji je proglasio Tiranu privremenim glavnim gradom Albanije koja je postigla nezavisnost 1912. Grad je trajno zadržao taj status 31. prosinca 1925. Prvi regulacijski plan grada sastavili su 1923. austrijski arhitekti. Centar grada su projektirali talijanski arhitekti Florestano de Fausto i Armando Brasini, te postavili temelje za današnji raspored ministarskih zgrada. Plan je prošao izmjene albanskog arhitekta Eshrefa Frashëria, talijanskog arhitekta Castellania i austrijskih arhitekata Weissa and Kohlera. Grad je povremeno napadala vojska Kraljevine Srba, Hrvata i Slovenaca. 1924. grad je bio središte državog udara koji je predvodio Fan S. Noli.
U gradu je potpisan Tiranski pakt između Italije i Albanije. Grad su 1939. okupirale fašističke snage, a u gradu je bilo sjedište marionetske vlade. Talijanski arhitekt Gherardo Bosio napravio je planove za današnji Trg Majke Tereze. Južna avenija i okolne zgrade su završene, a brojne ceste su preimenovane u fašistička imena. Tijekom posjeta Tirani, lokalni aktivisti su pokušali izvršiti atentat na talijanskog kralja Viktora Emanuela III. U studenom 1941. Enver Hoxha je osnovao Komunističku partiju Albanije. Grad je postao središte albanskih komunista koji su se mobilizirali protiv fašista, a kasnije njemačkih nacista. Nacisti su se na kraju povukli, a komunisti su preuzeli vlast.
Nakon komunističkog preuzimanja vlasti, u gradu su izgrađena socijalistička apartmanska naselja i tvornice, te je preuređen trg Skanderbeg. Mnoge povijesno vrijedne građevine su srušene kako bi se napravilo mjesta za trg Skanderbeg kakav je danas. Područje stanovanja starog grada, stara tržnica i pravoslavna katedrala su srušene. Umjesto toga je izgrađena palača u sovjestskom stilu. Bivša zgrada tiranske općine koju su izgradili Talijani je srušena, te je na tom mjestu izgrađen Nacionalni povijesni muzej. Struktura stambenih parlamenta iz vremena kralja Zoga pretvorena je u dječje kazalište, a sjeverni dio avenije je nazvan Staljinova avenija. Privatno vlasništvo je zabranjeno, a doba je obilježeno masovnim prijevozom biciklima i autobusima. Nakon Hoxhine smrti rođaci su mu u spomen izgradili mauzolej u obliku piramide.
Iako je nakon 1970. Albanija vodila politiku izolacije, mnogi visokopozicionirani moćnici su posjetili državu, uključujući bivšeg sovjetskog predsjednika Nikitu Hruščova, bivšeg premijera Narodne Republike Kine Zhou Enlaia i bivšeg ministra vanjskih poslova Njemačke Demokratske Republike Oskara Fischera. Majka Tereza bila je prva vjerska osoba koji je posjetila zemlju nakon duge politike ateizma. Studenti Tiranskog sveučilišta pokrenuli su snažne demonstracije protiv vlasti, te srušili kip diktatora Envera Hoxhe.
Po pitanju urbanog razvoja, doba nakon komunizma je opisano kao najgore. Građevine su se počele graditi bez planiranja, te se nije pazilo na javne površine. Oko grada su formirane neformalne četvrti u koje su se doseljenici iz zemlje. Tijekom ovog razdoblja Tirana je prešla s planskog na tržišno gospodarstvo. Na cestama su se pojavili prvi privatni automobili, te su pokrenuti prvi poslovi, naročito kiosci. Moderni sistemi vode, telefona i električni sustavi su izgrađeni između 1992. i 1996.
Brojni zapadni političari, poput bivšeg američkog državnog tajnika Jamesa Bakera su posjetili grad. Posjet je bio od povijesne važnosti jer je označio pad komunističke vlasti. Kasnije je papa Ivan Pavao II. posjetio Tiranu nakon duge politike izolacije i ateizma. Kasnije grad doživljava kaotične događaje poput nemira u državi 1997. i propalog državnog udara 1998.
2000. je poduzeta radikalna kampanja kako bi se javni prostori uljepšali i oslobodili od ilegalnih objekata. Kampanja se zvala Povratak identiteta, a uključivala je povratak javnih prostora u stanje u kakvom je bilo prije 1990. Bivši gradonačelnik Tirane Edi Rama vodio je inicijativu za obnavljanje fasada. Javni prijevoz je privatiziran, uvedeni su polovni autobusi, te je uvedeno mnogo novih događaja u gradu. Cestovna infrastruktura je znatno poboljšana, te su sve glavne ceste rekonstruirane. Izgrađeni su novi parkovi i trgovi te je grad obnovljen u europskom stilu.
2007. je američki predsjednik George W. Bush posjetio grad. To je bilo prvi puta da je netko toliko visoko pozicioniran sa zapada posjetio grad. U gradu su uvedene neviđene mjere sigurnosti. 2008. se u gradu vrlo snažno osjetila eksplozija u Gërdecu.

## Klima
Tirana ima mediteransku klimu s umjereno suhim ljetima i blagim i vlažnim zimama.

## Stanovništvo
Godine 1703. grad je imao oko 4.000 stanovnika, a do 1820. broj se popeo na 12.000. Prvi popis stanovništva ubrzo nakon što je Tirana postala glavni grad pokazazo je broj od 10.845 stanovnika. Tijekom 1950-ih događa se brz rast industrije te je stanovništvo vrlo brzo raslo. Nakon pada komunizma početkom 1990-ih stanovništo je počelo vrlo brzo rasti. Godine 1990. grad je imao oko 250.000 stanovnika, ali veliki val doseljevanja znatno je povećao stanovništvo. Prema popisu iz 2011. Tirana ima 536.998 stanovnika, dok šire gradsko područje bilježi brojku od 770.000.

## Gospodarstvo
Razvoj Tirane započinje u 16. stoljeću, a razvila se iz tadašnjeg bazara. Sudjelovali su trgovci i obrtnici, a trgovalo se proizvodima od željeza, srebra, zlata, svile, pamuka, kože i keramike. Godine 1769. zabilježeno je kako Tirana godišnje izvozi 2.600 barela maslinova ulja i 14.000 pošiljki duhana u tadašnju Veneciju. Navedena proizvodnja bila je moguća zahvaljujući smještaju grada u plodnoj nizini. Godine 1901. ondje se nalazilo 140.000 stabala maslina, 400 lokacija za proizvodnju maslinova ulja te 700 trgovina.
Grad je danas glavni industrijski i financijski centar Albanije. Od 1920. godine bilježi ubrzan gospodarski razvoj. Osnivaju se industrijski pogoni za preradu poljoprivrednih proizvoda; strojarska, tekstilna, farmaceutska i metaloprerađivačka industrija, a razvija se i sektor usluga. Specifičnost gospodarskog života Tirane je da je poznata po starim bogatim obiteljima. Još veći gospodarski razvoj omogućen je padom komunizma te otvaranjem zemlje prema svijetu. Posljednjih godina izgrađeno je i nekoliko novih poslovnih i trgovačkih centara, poput City Parka, QTU-a, Casa Italie, Tirana East Gatea ili TID Towera. Također, prisutna je izrazito visoka stopa gradnje novih zgrada, posebno u predgrađima, gdje veliki broj ulica još nije dobio ni ime. U Tirani se nalazi i Tiranska burza vrijednosnih papira, najveća albanska burza vrijednosnih papira.

## Promet

### Javni gradski prijevoz
Javni prijevoz u gradu obavlja se autobusima i taksijima. Službeni taksiji raspoznaju se od ilegalnih po tome što imaju žute pločice s crvenim natpisima. Od 2011. godine uveden je i dnevni najam bicikala, ali je problem nedostatak biciklističkih staza u gradu. Neke od rijetkih staza tako su na Skenderbegovu trgu, uz potok Lanu te one u ulici Kavaja.

### Ostali promet
Tirana je ishodište državnih cesta SH1, SH2 i SH3. Godine 2011. započela je izgradnja nove gradske obilaznice. Međugradski autobusi voze ka obali, dok međunarodne linije povezuju Tiranu sa Sjevernom Makedonijom, Grčkom i Kosovom.
Linije željezničkog putničkog prometa postoje samo prema domaćem tržištu, a povezuju Tiranu s gradovima Drač (na istoku) i Librazhd (na zapadu). Jedina međunarodna željeznička linija jest ona koja prevozi teret prema Crnoj Gori, a odvija se preko grada Skadra (na sjeverozapadu).
Tiranska zračna luka nosi ime Zračna luka Majke Tereze. Nalazi se 15 km istočno od grada, obnovljena je 2007. godine. Zrakoplovi raznih avio prijevoznika prometuju prema sljedećim destinacijama (abecednim redom): Atena, Bari, Beč, Beograd, Bologna, Budimpešta, Frankfurt na Majni, Istanbul, London, Ljubljana, Milano, München, Rim, Rimini te Sofija. Ljeti postoji i izravna linja za New York. Godišnja bilježi oko 1.800.000 putnika.
Značajno za prometni razvoj grada je i to što se Drač, drugi po veličini albanski grad i najveća albanska morska luka, nalazi samo 36 kilometara od Tirane.

## Znamenitosti
- Justinijanova tvrđava (Kalaja e Tiranës)
- Toranj sa satom (Kulla e Sahatit)
- džamija Et'hem Bey (Xhamia e Tiranës)
- most Tabak (Ura e Tabakëve)
- Nacionalni povijesni muzej
- trg Skanderbeg
- Dëshmorët e Kombit avenija
- Ish-Blloku
- Planina Dajti
- Zoološki vrt u Tirani je jedini zoološki vrt u Albaniji, osnovan je 1966.

## Poznate osobe
- Ronela Hajati, albanska pjevačica, skladateljica i plesačica
- Masiela Lusha, američka glumica, spisateljica, dječja spisateljica, pjesnikinja i producentica
- Jonida Maliqi, albanska pjevačica
- Rexhep Meidani, albanski predsjednik
- Inva Mula, albanska operna sopranistica i glumica
- Fatos Nano, albanski premijer
- Juliana Pasha, albanska pjevačica i glumica
- Edi Rama, albanski premijer
- Bamir Topi, albanski predsjednik

## Gradovi prijatelji
| - Belgija – Bruxelles - Bugarska – Sofija - Crna Gora – Podgorica - Češka – Prag - Francuska – Marseille - Francuska – Pariz - Grčka – Atena | - Hrvatska – Zagreb - Italija – Firenca - Italija – Genova - Italija – Rim - Italija – Torino - Južna Koreja – Seul - Kanada – Cobourg | - NR Kina – Peking - Kosovo – Priština - Litva – Vilnius - Rumunjska – Bukurešt - Rusija – Moskva - SAD – Grand Rapids - Španjolska – Zaragoza | - Španjolska – Barcelona - Španjolska – Madrid - Švedska – Stockholm - Turska – Ankara - Turska – Bursa - Ukrajina – Kijev |

## Ostali projekti
|  | Zajednički poslužitelj ima još gradiva o temi Tirana |